# Tribunal ecclésiastique

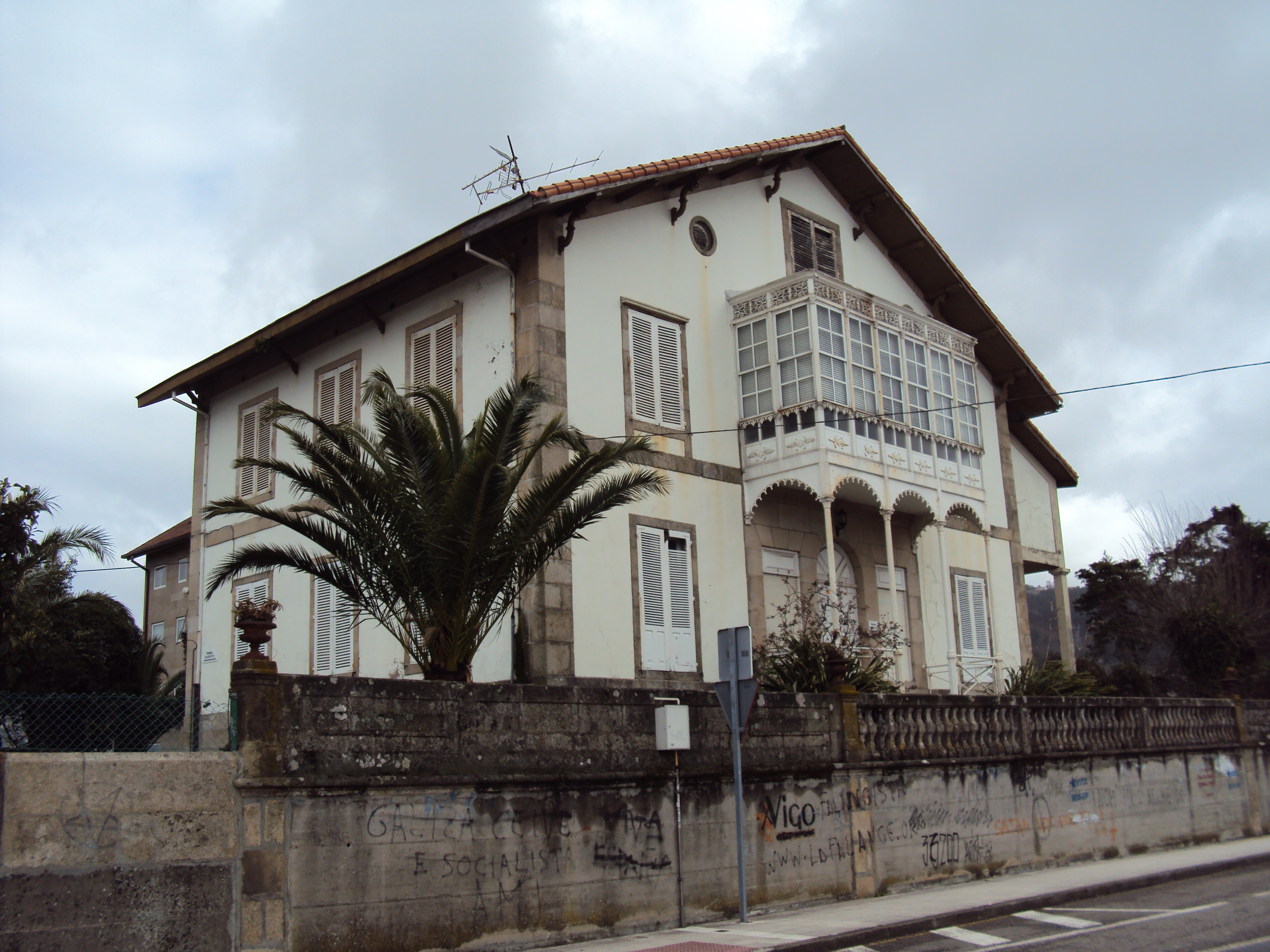
Tribunal ecclésiastique, Diocèse de Tui-Vigo.

Un tribunal ecclésiastique est, en droit canonique, un tribunal organisé par l'Église pour juger des affaires qui relèvent de son fonctionnement (discipline, sacrements...).
Un fidèle de base ne connaît guère le tribunal ecclésiastique qu'à travers son intervention dans les demandes de nullité de mariage religieux (un mariage religieux peut être déclaré nul, mais ne peut subir une annulation), traitées au niveau local (diocésain, ou inter-diocésain) par l'Officialité.

## Tribunal ecclésiastique administratif
Le Tribunal suprême de la Signature apostolique est l'un des tribunaux de l'Église catholique romaine. Il fait office de tribunal administratif.
- Il connaît des recours contre les actes administratifs particuliers prétendus illégaux portés ou approuvés par les dicastères de la Curie romaine. Dans ce cas il peut aussi connaître, à la demande du requérant, de la réparation des dommages occasionnés par l'acte illégal.

- Il connaît des autres controverses administratives qui lui sont déférées par le pape ou les dicastères de la Curie romaine, ainsi que des conflits de compétences entre ces dicastères (Pastor Bonus, art. 123).

Le tribunal administratif de la Signature apostolique ne juge donc pas des règles édictées par l'Église.

## Tribunal ecclésiastique du contentieux
En matière contentieuse, un tribunal, dont la Rote romaine, dit ce qu'est le droit dans la situation considérée. L'exécution du jugement se limite à rendre la situation conforme au droit jugé.

## Tribunal ecclésiastique disciplinaire
En matière disciplinaire, un tribunal ecclésiastique, la Pénitencerie apostolique, peut prononcer des peines, qui dans le droit canonique moderne peuvent être de trois ordres :
- des censures, décisions destinées à empêcher le coupable de nuire aux autres fidèles ;
- des peines expiatoires, mesures publiques réparant symboliquement le trouble subi par l'Église ;
- des pénitences, sanctionnant la personne elle-même pour lui faire prendre conscience de la gravité de son acte et lui éviter la récidive.

La peine la plus grave est l'excommunication, qui est une censure, et a pour effet d'exclure le fidèle de l'Église.
On voit bien ici le caractère nécessairement limité des sanctions canoniques, puisque la pire des peines - l'excommunication - rejette le fidèle hors de portée de la juridiction de l'Église et le rend à la vie civile, le privant de tous ses droits, mais le libérant également de tous ses devoirs.
De fait, ces sanctions n'ont de sens que pour des personnes qui veulent effectivement vivre dans l'Église, le plus souvent des religieux.
C'est dans ce sens qu'il faut comprendre les peines de réclusion qui ont pu être en vigueur dans certains couvents, voire être prononcées contre des laïcs au temps de l'inquisition.

### For externe et for interne
Dans la responsabilité du fidèle par rapport à la religion, la tradition de l'Église catholique romaine distingue ce qui relève du for interne, responsabilité de chacun face à Dieu dans le secret de sa conscience, et ce qui relève du for externe, responsabilité devant la société et l'Église. Un tribunal ecclésiastique n'est compétent que sur le for externe. En ce qui concerne le for interne, le fidèle n'a à en répondre que devant Dieu.
En matière d'hérésie, un tribunal ecclésiastique ne peut que condamner des actes contraires à la discipline de l'Église, ou des discours contraires à son enseignement. L'opinion hérétique du fidèle ne fait pas l'objet d'un jugement, mais doit faire l'objet d'un accompagnement pastoral[Quoi ?].